# Tribunale diocesano
Il tribunale diocesano è un istituto del diritto canonico, disciplinato dal Codice di Diritto canonico nei canoni 1419 - 1427.

## Giudici
Il giudice originario del tribunale diocesano è il vescovo della diocesi stessa, per tutte le cause "non escluse espressamente dal diritto". Il vescovo, nonostante rimanga il giudice ultimo del tribunale e possa, quando lo ritiene opportuno, giudicare lui stesso in merito a una particolare questione, è tenuto a istituire un vicario giudiziale, che normalmente deve essere distinto dal vicario generale della diocesi. Al vicario giudiziale spetta il compito di assegnare i giudici alle cause, se possibile secondo un turno precedentemente stabilito.
Il vescovo poi provvede alla nomina dei giudici del tribunale, che devono essere persone di buona fama, che abbiano conseguito il dottorato o almeno la licenza in diritto canonico e siano possibilmente sacerdoti.
Sia il vicario giudiziale sia i giudici sono nominati a tempo determinato (can. 1422).
Il mandato del vicario giudiziale e dei giudici non cessa quando la sede episcopale si rende vacante e non possono essere rimossi dall'amministratore diocesano "sede vacante"; devono tuttavia ottenere dal nuovo vescovo la conferma del loro incarico (can. 1420 §5).

## Competenza
Le materie che normalmente il tribunale di prima istanza tratta sono:
1. le cause contenziose: 
  1. sul vincolo della sacra ordinazione e sugli oneri ad essa annessi;
  2. sul vincolo del matrimonio, fermo restando il disposto dei canoni 1686 e 1688;
2. le cause penali: 
  1. sui delitti che possono comportare la pena della dimissione dallo stato clericale;
  2. per infliggere o dichiarare la scomunica.

Dal tribunale del vescovo di una diocesi suffraganea si appella al tribunale della sede metropolitana della provincia ecclesiastica in cui essa è compresa.